# Whisper My Name
「Whisper My Name」（ウィスパー マイ ネーム）は、松下優也の16枚目のシングル、5枚目の配信シングル。2014年10月18日に発売。
iTunes Store、レコチョク、Amazon MP3、オリコンミュージックストア、Tapnowにて配信。

## 収録曲
1. Whisper My Name
  - 作詞：CAMEL / 作曲・編曲：Lazy-Q（Rebrast）
2. Close To You (LIVE)
  - 作詞：荘野ジュリ、U / 作曲：Jin Nakamura
3. Naturally
  - 作詞：荘野ジュリ、U / 作曲：Jin Nakamura

| スタブアイコン | サブスタブ | この項目は、まだ閲覧者の調べものの参照としては役立たない、シングルに関連した書きかけの項目です。この項目を加筆・訂正などしてくださる協力者を求めています（P:音楽/PJ:楽曲）。 |